# ألفارو دورس بيريز بيكس
كان ألفارو جوردي دورس روفيرا إي بيريز- بيكس (14 أبريل 1915 - 1 فبراير 2004) باحثًا إسبانيًا في القانون الروماني، ويُعتبر اليوم من بين أفضل خبراء القرن العشرين في هذا المجال؛ عمل أستاذًا في جامعتي سانتياغو دي كومبوستيلا وبامبلونا. كان أيضًا فقيهًا في ميداني القانون والسياسة، ومسؤولًا عن تطوير الرؤية التقليدية للدولة والمجتمع. وكان من الناحية السياسية مؤيدًا للقضية الكارلية. واعتُبر من كبار المفكرين في الحركة رغم عدم تسلمه أي منصب رسمي داخل التنظيم؛ كان عضوًا في المجلس الاستشاري للمطالب الكارلي بالعرش.

## باحث في القانون الروماني
على الرغم من استمرار نشاطه في العديد من المجالات البحثية، فقد اعتبر دورس نفسه باحثًا في القانون الروماني ويحظى اليوم بتقدير كبير على ذلك. برز اهتمامه بروما القديمة من زياراته وهو شاب إلى المتحف البريطاني، ولكن هذا الاهتمام صُقل لاحقًا وطُور على يد أساتذته الأكاديميين خوسيه كاستيليخو وأورسينو ألفاريز. أقر كذلك بالتأثير الفائق لثيودور مومزن، وأوتو لينيل، وليوبولد وينغر، وإميليو ألبرتاريو؛ كان ممتنًا أيضًا لقرائنه وخاصة ماكس كاسر وفرانز ويكر.
وفيما يتعلق بالقضايا النوعية التي جرى تناولها، كانت مشكلة أنظمة المواطنة أولهم من ناحية التسلسل الزمني؛ قدم دورس وجهة نظر جديدة لمرسوم كركلا وتحدى النظرية المهيمنة سابقًا، ما يسمى بنظرية الحشو. وكانت الاتفاقات التعاقدية، وخاصة الائتمان منها، من بين مواضيع أبحاثه الأخرى؛ شكك دورس في التصنيف الرباعي للتعاقدات وأكد على طبيعتها الثنائية. خصص طوال حياته المهنية قدرًا كبيرًا من الاهتمام لقانون البلديات، وخاصة في عهد السلالة الفلافية. ركز دورس أيضًا على ترميم مراسيم البريتور، مما أدى إلى تحسين عمليات الترميم السابقة التي قدمها أدولف فريدريك رودورف وأوتو لينيل. أخذ قانون القوط الغربيين جزءًا كبيرًا من عمله، منتهجًا أطروحة ذات طابع إقليمي مناقضة لشخصانية القانون الجرماني. وأخيرًا وليس آخرًا، قدم تحليلًا شاملًا للفكر القانوني لفقيه القضاء الروماني سيكستوس كايسيليوس أفريكانوس.
من الناحية المنهجية، دعا دورس إلى نهج أكثر صرامة ودقة فيما يتعلق بنقد المصدر، لا سيما بخصوص المصادر القانونية الرومانية؛ شكّل هذا الرأي فكرة توجيهية لأبحاثه وساهم إلى جانب أعمال ألفاريز في تكوين منعطف جديد لأبحاث القانون الروماني في إسبانيا. تمثل نهجه الخاص بالتركيز على المصادر التي لم تحظ بتقدير حتى الآن، وهي علم البرديات وعلم النقائش. وفي أوائل خمسينيات القرن العشرين، جمع جميع القطع المنقوشة المعروفة التي تُنسب إلى النظام القضائي في إسبانيا الرومانية ووضع ملاحظاته عليها باستفاضة، ثم تحصّل على اكتشافات جديدة، خاصة في ما يُسمى ليكس فلافيا وليكس إرنيتانا في ثمانينيات القرن ذاته.
كانت دراسات حول المرسوم الأنطوني (1943) أول عمل تخصصي كبير نشره دورس، وهو إصدار ذو عدة مجلدات من أطروحة الدكتوراه خاصته. أصدر في العام ذاته افتراضات ناقدة لدراسة التشريع الروماني، دراسةٌ تتمحور في معظمها حول المنهجية ونقد المصدر. كان مدخل إلى دراسة وثائق عن مصر الرومانية (1948) عملٌ أقل أهمية نسبيًا أمام نقوش قانونية عن إسبانيا الرومانية (1953)، إذ اعتبره البعض أهم مساهماته في الدراسات التي تناولت القانون الروماني. في عام 1960 استجمع دورس دراساته حول قانون القوط الغربيين في كتابه الضخم قانون يوريكو (1960). أُعد كتاب عوامل التشريع الروماني (1960) ليكون كتابًا دراسيًا لطلاب القانون الروماني، وبعد بعض التغييرات نُشر مرة أخرى مع 10 إصدارات، وكان عونًا لأجيالٍ من طلاب القانون الإسبان ونُشر آخر مرة في عام 2017. نوقشت مشاكل محددة أو تشريعات محلية في القانون الفلافي للبلديات (1986) وليكس إرنيتانا (1988)، في حين قدم «تساؤلات» أفريكانوس (1997) وصفًا شاملًا لأفكار سيكتوس أفريكانوس الخاصة بالقضاء. كان نقد القانون الروماني (1999) آخر عمل رائد يُنشر، وهو مجموعة من المقالات. يصل عدد أعمال دورس الأقل أهمية إلى المئات، ومعظمها مقالات متفرقة في الصحافة القضائية.

## فقيه في القانون
استندت نظرية دورس في القانون إلى التمييز بين السلطة (أوتوريداد) والقوة (بودير). تنبثق السلطة من الحكمة الأصيلة، وهذا بدوره لا يقوم على توكيدات بشرية، بل يمكن تحقيقه من خلال التقاليد والنظام الطبيعي، الذي تأسس على القواعد الإلهية. والقوة بدورها بنيان حاكم؛ يجب أن تقوم على السلطة، إنما يتوجب أن تظل منفصلة عنها. كانت بدايات الجمهورية الرومانية أفضل ما جسد هذا النموذج، لكنه بدأ في التصدع عندما حلت العرافة محل الأوغور. أصبح الفارق بين السلطة والقوة ضبابيًا بعد بروز البروتستانتية ونشوب الحروب الدينية التي أعقبت ذلك. اضطلع الحكام بدور السلطة؛ ولأنه لم يعد بالإمكان اللجوء إلى الأوتوريداد أمام ظلم البودير، كانت النتيجة تقييدًا في الحرية.
كان من بين الثنائيات الأخرى: الشرعية ( ليجيتيميداد، على أساس الحق) والقانونية ( ليغاليداد، على أساس القانون). ووفقًا لدورس، فإن الأولى أمر نابع من سلطة، بينما تُشهَر الأخيرة من خلال القوة. لا يتعارض الاثنان بالضرورة؛ في الواقع، يجب أن تكون بينهما عملية تكاملية. ومع ذلك، بسبب الفارق غير الواضح بين الأوتوريداد والبودير، فقد ناقض القانون الوضعي القانون الطبيعي. وشكك دورس بالقانون الذي ادعى أنه يرقى إلى مستوى الشرعية. بالنسبة له، فإن النظام القانوني الناتج عن التعاقدية و/أو المفهوم التطوعي كان معيبًا بشكل تلقائي، إذ صرح بأن «العقد الاجتماعي» و«إرادة الشعب» محض أسطورة. وثمة تمييز آخر، لكنه يتعلق بقدر طفيف بنظرية القانون، وهو بين الملكية (بروبيداد) والحيازة (بوسيسيون). طعن دورس في الادعاءات التي تثيرها الدول الحديثة، بأنها تستند دون مسوغ إلى استغلال الحيازة؛ جابه كذلك النظام الرأسمالي القائم على تعظيم الملكية.
كان العنف أحد المفاهيم المتعلقة بنظرية دورس في القانون. اعتبره جزءًا جوهريًا من تاريخ البشرية، وغالبًا ما يأتي في المقدمة عندما يتصدع النظام القائم أو ينهار. نظرًا لتصريح دورس في بعض الحالات أنه «واقعي»، فقد اعتبر أنه من الضروري في حالات الضرورة القصوى الاحتكام إلى الوسائل العنيفة، خاصة عند الدفاع عن النظام الطبيعي ضد الفوضى والاضطراب. وفي الواقع، طالما أن العنف ينبع من سلطة، فإنه يشكل جزءًا من الشرعية، حتى في حالة عدم توافقه مع القانون.
يُطلق البعض على نظرية دورس العامة في القانون اسم فلسفة القانون والبعض الآخر فلسفة سياسية- قانونية. وتجدر الإشارة إلى أنه بسبب مضامينها، «فليس من السهل أحيانًا التمييز بين نظرية دورس السياسية ونظريته القانونية». على عكس دروسه وتعاليمه في المجال الروماني، فإن نظرية دورس في القانون والنظام القضائي لم تُقدم في محاضرة منهجية ولا في تحليل منظم. كُشف عنها في العديد من المنشورات الصحفية والرسائل الخاصة وبعض الفقرات والفصول الفرعية في أعماله في القانون الروماني، وكان أهمها في مقالات، أوردت معظمها في مجلدات منفصلة. تميز اثنان منهم وهما كتابات عديدة حول قانون الأزمات (1973) وقانون ومفهوم مشترك (1995)؛ نُشرت بعض الأجزاء في مجموعات متباينة، مثل وثائق جامعية (1961)، ووثائق جامعية جديدة (1980)، ورسائل طالب شاب (1991)، وملحق تاريخي (1997).

## الكارلية: الانضمام والسنوات الأولى
كان والدا دورس أعضاءً في الطليعة البوهيمية الحديثة، وذلك على الرغم من وجود أسلاف كارلية بعيدة ومعزولة للغاية في عائلة أورس، إذ دخل دورس في شبابه في نفس المسار الليبرالي. شارك دورس في أواخر عشرينات القرن الماضي في تأسيس مجلة خوفينتود، وهي مجلة فنية ما زالت موجودة حتى اليوم في الصحافة تحت اسم «دي تونتو بروغريسيستا، سوسياليثانتيه». لم يتدخل دورس في السياسة خلال سنواته الأكاديمية، وأمضى السنة الأولى بعد اندلاع الحرب في قراءة الكتب. عبر خلال فرنسا إلى الجبهة القومية التي تأثرت بوالده، ولكنه شعر بالانجذاب الشديد للتطوع مع قوات الميليشيا الكارلية بعد أن هرب من الجيش. جُنِّد في كتيبة الميليشيا الكارلية، فوج بورغ-سانغويسا. إن خدمته في هذه الوحدة وفي فوج نبرة منذ أوائل عام 1939 جعلت منه كارليًا.
لم ينخرط دورس في السياسة عند تسريحه من الجيش في عام 1939. استأنف دورس علاقاته مع مجموعات كارلية محلية بعد أن حصل على وظيفة أكاديمية في سانتياغو في منتصف أربعينات القرن الماضي، ولم يستلم أي منصب في الهياكل المنظِّمة للحركة، ولم يدعم أيًا من الفصائل بشكل صريح بعد تفكك الكارلية. عمل دورس على تطوير معتقداته التقليدية كمنظِّر في القانون والسياسة طوال أربعينات وخمسينات القرن الماضي، وكان يواجه أحيانًا تعصبًا فلانخيًا مفرطًا في البيئة الأكاديمية، إذ لم تذكر أي من الدراسات التاريخية التي تناقش الكارلية في تلك الفترة اسمه. أصبحت علاقاته مع الكارلية المؤسساتية أوثق في أواخر خمسينات القرن الماضي. لجأت الحاشية الشابة للأمير كارلوس هوغو، الذي دخل حينها إلى المسرح العام في إسبانيا، إلى أكاديمي سانتياغو آنذاك للحصول على الدعم. شارك دورس في صياغة الخطاب الذي كان من المقرر أن يلقيه الأمير خلال تجمع مونتيخورا الكارلي السنوي في عام 1958. احتوى الخطاب على إشارات جريئة إلى المجلس القضائي المحلي، حول فكرة التبعية، وألمح إلى مفهوم أوروبا الفيدرالية. شارك دورس في عام 1960 في مؤتمر شبه أيديولوجي، الذي عُرِف بأسبوع الدراسات التقليدية، والذي عُقِد في وادي الشهداء. كانت محاضرة دورس عبارة عن عرضٍ لنظريته السياسية.
لم يُعرَف دورس كمتعصب كارلي خلال العقود التالية، واعتبره السياسيون من المعسكر الألفونسي على أنه حليفهم المحتمل، ولاسيما بالنظر إلى عضويته في مؤسسة أوبوس داي المؤيدة للخوانية. اقترحت حاشية الدون خوان دي بوربون أن يصبح دورس عضوًا في المجلس الأكاديمي الذي اقترح تنسيقه الجنرال فرانكو في عام 1960 للتعليم الإضافي لخوان كارلوس الأول الذي بلغت مدته 18 عامًا. أسقطه مكتب فرانكو من قائمة المرشحين، ولكنه أُعيد إلى منصبه بإصرار من الألفونسيين. رفض دورس العودة بعد أن أظهرت عضويته تفاهة الجدل، وأشار إلى أن الوريث الشرعي الوحيد هو الدون خافيير دي بوربون. رد دورس بعد الضغط عليه قائلًا: «النبلاء ملزمون».

## الكارلية: الذروة
تمثل أوائل ستينات القرن الماضي بداية المشاركة الصريحة لدورس في الأعمال الكارلية. شارك في عام 1962 في العمل على وثيقة تدعم بشكل قانوني طلبات الجنسية من عائلة بوربون-بارما؛ والتي قُدِّمت إلى فرانكو أثناء زيارة الأمير إلى إل باردو في نفس العام. رافق دورس الدون كارلوس هوغو في هذه المناسبة، إلا أنه لم يُسمح له بدخول المقابلة. قال دورس في روايته اللاحقة حتى تلك النقطة بأنه كان يعتقد حقًا أن التتويج الذي أيده فرانكو للمدعي الكارلي كان ممكنًا، ولكن المقابلة أقنعته بأنه كان وهمًا، مع استمرار دعمه لعائلة بوربون-بارما بسبب ولائه للسلالة. كان هناك أدلة مربكة، فطوَّر دورس الشكوك في نفس العام حول المؤهلات التقليدية للدون كارلوس هوغو.
أعد دورس مجموعة من الوثائق للموافقة عليها خلال الاجتماع الكبير في بوخهايم في عام 1964، ثم حضر الاجتماع الذي نُظِّم في العام التالي. تحدث بدوره كخبير قانوني بالتفصيل عن قضية الدون سيكستو القانونية، الذي هُدِّد بالطرد من إسبانيا ثم قُبِل لاحقًا في الفيلق الإسباني. تحدث دورس للمرة الوحيدة خلال تجمع مونتيخورا في عام 1965، إذ ناقش شرعية بوربون-بارما وكان تأثيره كبيرًا. رُشِّح دورس لعضوية المجلس العسكري في عام 1965، ولعضوية المجلس الاستشاري لمندوبي المقر في عام 1966، وظهر في الصحافة بمثابة عضو في المجلس العسكري الوطني. دخل هيئة أخرى في عام 1968، وهي هيئة مجلس الملك، من بين حوالي 80 مرشحًا، إذ كان من بين الأربعة الأكثر تصويتًا. استمر في العمل كمستشار قانوني رئيسي لدون خافيير، فصاغ مثلًا إعلانه بشأن مخطط استفتاء القانون الرئيسي.
انقسمت الكارلية بشكل متزايد منذ أوائل ستينات القرن العشرين بين فصيل تقدمي ناشئ متمركز حول الدون كارلوس هوغو والنواة التقليدية. كان التقدميون يسيطرون بالفعل على المؤسسات الرئيسية للحركة في منتصف ستينات القرن العشرين. لا توجد معلومات عن دور دورس في الصراع الداخلي على السلطة. كان دورس من بين المؤلفين الذين تُنشَر أعمالهم بشكل متكرر في المراجعة الكارلية-الهوغوية لمجلة مونتيخورا حتى عام 1968؛ وذلك على الرغم من أنه كان، من الناحية الأيديولوجية، الممثل الرئيسي للأرثوذكسية التقليدية والمتحدث ضد التيارات الثورية التخريبية، التي تميزت بتأليه الديمقراطية وحقوق الإنسان. نَفَرَ دورس بشكل متزايد من الأفكار الجديدة التي قدمها الأمير والوفد المرافق له في أواخر ستينات القرن العشرين؛ وخاصة أنه كان هناك بالفعل عدد قليل من التقليديين المتبقين في طبقة القيادة في المنظمة. اعترف بذلك للدون كارلوس هوغو قائلًا: «يا صاحب السمو الجمهوري»، وبدأ في النأي بنفسه عن الهياكل الحزبية. انسحب دورس من مجلس الملك في أوائل سبعينات القرن العشرين، بعد المسيرات الكارلية-الهوغوية الكبرى في أربون، وأنهى علاقاته مع الحزب الكارلي الناشئ حديثًا.